# Ховерка
Ховерка — река в России, протекает в Угличском районе Ярославской области; левый приток реки Черноха.
Сельские населённые пункты около реки: Лопатино, Богданово, Жары.
Начинается на высоте около 140 м над уровнем моря. Генеральным направлением течения реки является северо-восток.Впадает в Черноху на высоте 118 м над уровнем моря напротив деревни Чубуково.